# Генрі Канова Воллам Мортон
Генрі Канова Воллам Мортон (відомий як Г. В. Мортон) (26 липня 1892 — 18 червня 1979) — журналіст, новатор жанру подорожньої літератури з Ланкаширу, Англія.
Найбільш відомий своїми численними та популярними книгами про Лондон, Велику Британію і Святу Землю. Вперше він набув славу в 1923 році, коли працюючи в Дейлі Експрес, висвітлив сенсаційну новину про відкриття Говардом Картером гробниці Тутанхамона в Єгипті, випередивши офіційного кореспондента Таймс.

## Життєпис

### Ранні роки
Мортон народився в родині Джозефа Мортона, редактора Бірмінгем-Мейл і Маргарет Маклін Еварт. Він навчався в школі Короля Едварда в Бірмінгемі, але покинув її в 16 років, плануючи здобути кар єру журналіста.
Генрі служив в Ворвікширському кавалерійському полку протягом Першої Світової Війни, але не брав участі в бойових діях. Письменник одружився з міс Дороті Вотон. Пара розлучилися 14 вересня 1934 року. Згодом Мортон взяв за дружину Вайолет Мері Маскетт (народилася в 1900 році).

### Подальше життя
В пізні 40-ві XX століття, подружня пара Мортонів емігрувала до Південно-Африканського Союзу (територія сучасного ПАР). Подружжя оселилося неподалік м. Кейп-Тауну, в невеличкому містечку Сомерсет-Вест. Генрі Мортон пізніше отримав громадянство ПАР і постійно проживав в країні до самої смерті в 1979 році.
Його дружина Вайолет пережила чоловіка і навіть власного сина.

## Журналістика
Журналістська кар'єра Мортона почалася в 1910 році, у виданні Birmingham Gazette and Express, де його батько був редактором. Два роки по тому його було підвищено до помічника редактора і переведено до Лондона, де він і провів більшу частину своєї кар'єри в Британії, працюючи в різноманітних газетах та журналах. Спочатку в Лондоні, Генрі обіймав посаду молодшого редактора відомого видання Дейлі Мейл.
Після військової служби в британській армії під час Першої Світової війни, Мортон повернувся в Лондон, щоб продовжити кар'єру журналіста: в 1919 році — в газеті Івнінг стандарт, і від 1921 року — в Дейлі Експрес. Його колонки про звичаї, розваги, культурні цінності та кулінарну спадщину Лондона були дуже популярними серед багатьох читачів. Також журналіст зачитував свої гумористичні цікаві тексти в програмах радіо BBC.

### Гробниця Тутанхамона
В 1923 році Мортон висвітлював відкриття гробниці Тутанхамона, обійшовши офіційного журналіста Таймс, котрому були надані ексклюзивні права на цю історію. Наступного дня після відкриття внутрішньої камери, в якій містився саркофаг Тутанхамона, про цю знахідку було написано в Дейлі Телеграф:
Романтичний секрет гробниці Фараона Тутанхамона з Долини Царів Люксора було розкрито вчора, коли вперше за 3000 років, у внутрішню залу гробниці увійшли. Кожне очікування було перевершено. Всередині камери стояв велетенський саркофаг, котрий сяяв золотом, і він майже напевно містив мумію царя. Вражаючи розписи, включно з зображенням велетенського кота, вкривали стіни. Друга камера була наповнена безцінними скарбами.
За цей ексклюзив Мортон отримав безпрецедентне журналістське та публічне визнання, та поштовх до популяризації його тревелогів та журналістики. Між 1931 та 1942 роками, Генрі був «спеціальним кореспондентом» в газеті Дейлі Геральд. В 1941 він висвітлював підписання Атлантичної Хартії між Вінстоном Черчиллем та Франкліном Д. Рузвельтом, що пізніше стало темою його книги «Зустріч в Атлантиці», опублікованої в 1943 році.

## Тревелоги
Перша книга Мортона — «Серце Лондона» — з'явилася в 1925 році, і була продовженням його популярної колонки в Дейлі Експрес. По тому в 1926 році, були опубліковані дві інші збірки його творів про Лондон: «Чари Лондона» та «Ночі Лондона». В тому ж році, коли автомобільний рух став поширюватися в Великій Британії, мандрівник відправився в подорож по Англії в ранньому масовому автомобілі Моріс.

### Серія «В пошуках»
Мортонівський нарис «В пошуках Англії» (1927) став бестселером, і був першим з численних книг серії «В пошуках…». Навіть більшого схвалення отримала перша книга Генрі Мортона про його закордонну подорож — «Слідами Майстра» (1934), котра була продана більш ніж півмільйонним накладом. Майстер з назви, це був Ісус, і книга була звітом про подорож Мортона в Святу Землю. Незабаром, вийшла наступна книга «Слідами Святого Павла» (1936), і описувала Туреччину через 13 років після війни за незалежність і заснування як суверенної держави. Далі вийшла книга «Землями Біблії» (1938) в котрій описує Єгипет, Палестину, Сирію та Ірак. Вибрані місця з цих трьох книжок були об'єднані і видані під назвою «Близький Схід» під час Другої Світової війни для британських військових, розміщених там.
Крім «Зустрічі в Атлантиці» (1941), Мортон написав дві книги, в якій описано Англію під час війни, включно з добіркою есеїв про Лондон в книгах «Примари Лондона» (1939), «Я бачив дві Англії» (1942), «Я Джеймс Блант», що описує Англію після перемоги нацистів, що було вигаданою пропагандою для Британського уряду. Повна історія Лондона («В пошуках Лондона», 1951) містить післявоєнне дослідження пошкоджень від бомбардувань, що зазнало місто під час Бліцу. Після війни, Південна Африка стає темою для книги «В пошуках Південної Африки» (1948), і одразу по тому він і його дружина емігрують туди. З середини 50-х років і протягом 60-х, автор написав книги про Іспанію та Італію. Дія книги «Мандрівник в Італії» відбувається в Північній Італії, тоді як «Мандрівник в Південній Італії» досліджує бідніші провінції Південної Італії.

## Нагороди
Мортон був членом Королівського Літературного Товариства. Греція зробила його кавалером Ордена Фенікса в 1937 році і його було нагороджено Орденом за заслуги перед Італійською Республікою в 1965 році. Пам'ятний Блакитний знак було встановлено в містечку Ештон — на — Лейні — місце народження Мортона — в червні 2004 року.

## Критика
Суперечлива біографія, написана Майклом Бартоломью, основана на Мортонівських приватних та публічних текстах, яка називається «В пошуках Мортона», була опублікована в 2004 році. Автор вважав, згідно з Мортонівськими мемуарами та щоденниками, що Мортон неофіційно симпатизував нацистам. В щоденнику за лютий 1941-го року, він визнав: «Мушу визнати, що нацизм має кілька чудових якостей», та «я з жахом усвідомлюю, скільки Гітлерівських теорій мені до вподоби». В іншому дописі, він описує Сполучені Штати як «малодушну націю євреїв та іноземців». Його приватні записи також викривають його як частого перелюбника.

## Публікації
Мортон був плідним автором, з літературним доробком, що містить кілька сотень газетних публікацій, журнальних статей та нарисів, на додаток до його опублікованих книг.
| Назва              | Рік            |
| ------------------ | -------------- |
| «Серце Лондона»    | 11 червня 1925 |
| «Чари Лондона»     | 1926           |
| «Лондон»           | червень 1926   |
| «Лондон на сцені»  | 1926           |
| «Ночі Лондону»     | 1926           |
| «В пошуках Англії» | 2 червня 1927  |
| «Заклик Англії»    | 7 червня 1928  |
| «Привиди Англії»   | 1939           |
| «Я Джеймс Блант»   | 1942           |